# 픽셀북
픽셀북(Pixelbook)은 크롬 OS를 구동하는 구글이 개발한 휴대용 노트북/태블릿 하이브리드 컴퓨터이다. 그것은 2017년 10월 4일에 발표되었고 10월 30일에 출시되었다.